# Drive Me Crazy
Drive Me Crazy è una commedia sentimentale americana per adolescenti del 1999 basata sul romanzo How I Created My Perfect Prom Date di Todd Strasser. Originariamente intitolato Next to You, il titolo del film è stato cambiato in Drive Me Crazy dopo una delle canzoni della sua colonna sonora, "(You Drive Me) Crazy" di Britney Spears. Il film ha incassato $22.593.409 in tutto il mondo, contro il suo budget di $8 milioni, rendendolo un discreto successo al botteghino.

## Distribuzione

### Edizione italiana
L'edizione italiana della pellicola, utilizzata per la proiezione cinematografica e per le trasmissioni televisive, è stata a cura della Mar International; il doppiaggio è stato eseguito presso la Dubbing Brothers International, diretto da Marco Guadagno su dialoghi di Luigi Calabrò.
Per l'edizione DVD della pellicola, distribuita a partire dall'8 marzo 2012 da Koch Media, è stato tuttavia utilizzato un ridoppiaggio effettuato a Burbank, in California, da attori italoamericani. I dialoghi italiani sono di Luciano Palermi, mentre la direzione del doppiaggio è di Anna Tuveri, rispettivamente doppiatori dei due protagonisti.

## Colonna sonora
La colonna sonora è stata pubblicata il 28 settembre 1999 dalla Jive Records.
Tracce
1. "(You Drive Me) Crazy" (The Stop Remix!) - Britney Spears (3:17)
2. "Unforgetful You" - Jars of Clay (3:21)
3. "I Want It That Way" (Jack D. Elliot Radio Mix) - Backstreet Boys  (4:05)
4. "It's All Been Done" - Barenaked Ladies (3:28)
5. "Stranded" - Plumb (3:38)
6. "Faith In You" - Matthew Sweet (3:32)
7. "Is This Really Happening to Me?" - Phantom Planet (2:45)
8. "One for Sorrow" (Tony Moran's 7" Mix) - Steps (3:30)
9. "Hammer to the Heart" - The Tamperer featuring Maya (3:13)
10. "Sugar" - Don Philip (3:51)
11. "Regret" - Mukala (4:29)
12. "Original" - Silage (2:15)
13. "Help Save the Youth of America from Exploding" - Less Than Jake (2:54)
14. "Keep on Loving You" - The Donnas (3:04)